# Anne Donovan
Anne Theresa Donovan (Ridgewood, 1 november 1961 – Wilmington, 13 juni 2018) was een voormalig Amerikaans basketballer en basketbalcoach. Zij won met het Amerikaans basketbalteam de gouden medaille op de Olympische Zomerspelen 1984 en de Olympische Zomerspelen 1988. Als coach won ze in 2008 wederom olympisch goud.
Ze werd in 1999 toegevoegd aan de Women’s Basketball Hall of Fame en in 1995 werd ze toegevoegd aan de Basketball Hall of Fame.

## Carrière
Donovan speelde voor het team van de Old Dominion University, waar ze in 1980 het landelijke Association for Intercollegiate Athletics for Women (AIAW) kampioenschap won. Aangezien er in Amerika in die tijd nog weinig professionele teams waren voor vrouwen, speelde ze tussen 1984 en 1989 in Japan en Italië.
Op de Olympische Zomerspelen 1984 in Los Angeles won ze met het Amerikaanse basketbalteam voor het eerst olympisch goud door Zuid-Korea te verslaan in de finale. Vier jaar later won ze tijdens de Spelen in Seoel weer goud door  Joegoslavië te verslaan in de finale. In totaal speelde ze 11 wedstrijden tijdens de Olympische Spelen en wist ze allemaal te winnen. Ze scoorde 54 punten tijdens haar twee Spelen. Ook won ze met het nationale team de Pan-Amerikaanse Spelen 1983 in Caracas en de Pan-Amerikaanse Spelen 1987 in Indianapolis.
Donovan maakte in 1989 haar debuut als assistent coach bij het team van de Old Dominion University, waar ze ooit zelf speelde. In 1995 werd ze hoofdcoach voor de East Carolina University. In 2000 werd ze voor het eerst coach bij een WNBA-team, de Indiana Fever. Een jaar later bracht ze voor het eerst een WNBA team, de Charlotte Sting, tot de finale. In 2004 won ze met de Seattle Storm als coach haar eerste WNBA-kampioenschap. In 2005 werd ze de eerste vrouwelijke basketbalcoach met 100 overwinningen op haar naam. 
In 1998 werd Donovan assistent coach van het Amerikaanse basketbalteam. Ze won met het team een gouden medaille op de Olympische Zomerspelen 2004 in Athene. Ook won ze in die rol het Wereldkampioenschap basketbal 1998 en het Wereldkampioenschap basketbal 2002.
In 2006 werd ze de hoofdcoach van het Amerikaanse basketbalteam. Twee jaar later won ze met haar team een gouden medaille op de Olympische Zomerspelen 2008 in Peking. Ze eindigde haar carrière als coach bij de Connecticut Sun in 2015.

## Statistieken
| Seizoen | Team         | WG  | Punten | FG%   | FT%   | RPW  | APW | BPW | PPW  |
| ------- | ------------ | --- | ------ | ----- | ----- | ---- | --- | --- | ---- |
| 1979-80 | Old Dominion | 38  | 648    | 63.0% | 53.9% | 12.9 | 1.6 | 6.0 | 17.1 |
| 1980-81 | Old Dominion | 35  | 879    | 63.8% | 71.4% | 16.2 | 1.5 | 5.7 | 25.1 |
| 1981-82 | Old Dominion | 28  | 579    | 64.0% | 69.7% | 14.7 | 2.6 | 6.0 | 20.7 |
| 1982-83 | Old Dominion | 35  | 613    | 61.4% | 66.9% | 14.4 | 2.5 | 5.9 | 17.5 |
| Totaal  |              | 136 | 2719   | 63.1% | 66.1% | 14.5 | 2.0 | 5.9 | 20.0 |